# Фальбоґі-Борове
Фальбоґі-Борове (пол. Falbogi Borowe) — село в Польщі, у гміні Помехувек Новодворського повіту Мазовецького воєводства.
Населення — 19 осіб (2011).
У 1975-1998 роках село належало до Варшавського воєводства.

## Демографія
Демографічна структура станом на 31 березня 2011 року:
|          | Загалом | Допрацездатний вік | Працездатний вік | Постпрацездатний вік |
| -------- | ------- | ------------------ | ---------------- | -------------------- |
| Чоловіки | 11      | 3                  | 7                | 1                    |
| Жінки    | 8       | 0                  | 6                | 2                    |
| Разом    | 19      | 3                  | 13               | 3                    |